# Distrito de San Lorenzo (Jauja)

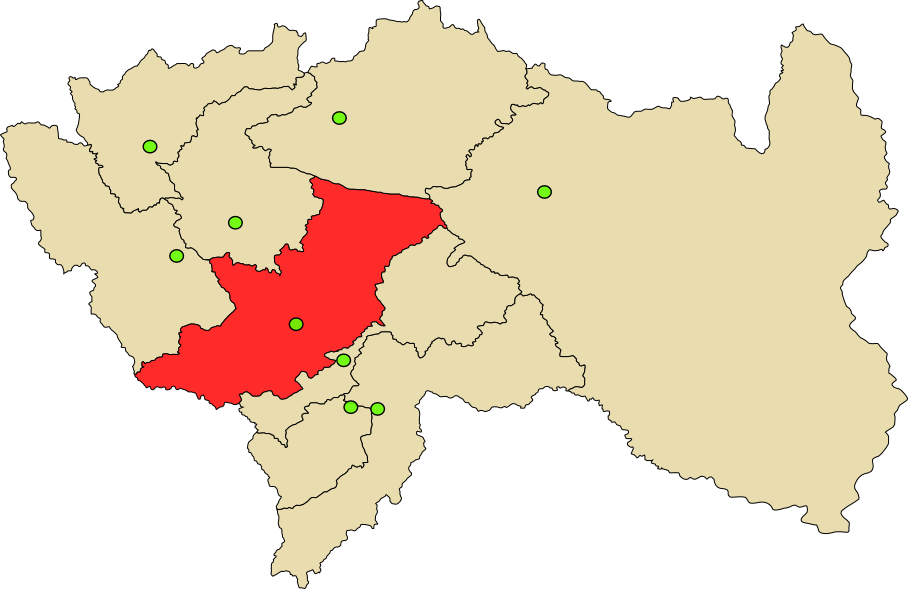
Provincia de Jauja en el Departamento de Junín

El Distrito de San Lorenzo es uno de los treinta y cuatro distritos de la Provincia de Jauja, ubicada en el Departamento de Junín, bajo la administración del Gobierno Regional de Junín, Perú.
Dentro de la división eclesiástica de la Iglesia Católica del Perú, pertenece a la Vicaría IV de la Arquidiócesis de Huancayo

## Historia
El distrito fue creado mediante Ley n.º 9631 del 21 de octubre de 1942, en el primer gobierno del Presidente Manuel Prado Ugarteche.

## Geografía
Abarca una superficie de 22,15 km² y una población aproximada de 2 300 habitantes. 
Su capital es el centro poblado de San Lorenzo, situado a 3 308 m s. n. m. (Lat. 11°50'33" Log. 75°22'45"). 

## División administrativa

### Anexos
1.- Anexo Hacienda San Juan de Yanamuclo	
	2.- Anexo Casacancha	
	3.- Anexo Unsunya	

### Barrios
1.- Barrio Pueblo Nuevo	
	2.- Barrio Corpacancha y Laguna pozueclo	
	3.- Barrio Centro	
	4.- Barrio Miraflores	
	5.- Barrio Churcan 	
	6.- Barrio Villa Progreso

## Autoridades

### Municipales
- 2015 - 2018[2]
  - Alcalde: Ener Hilario,  Movimiento Junín Sostenible con su Gente (JSJ).
  - Regidores: Mercedes Lola Contreras Limas (JSJ), Roy Joe Rojas Meza (JSJ), Luz Maria Basilio Alcantara (JSJ), Oswaldo Mantari Porras (JSJ), Lilyana Flor Castro Huamán (Fuerza Popular).
- 2011-2014[3]
  - Alcalde: Roni David Camarena Quinto, del Partido Aprista Peruano (PAP).
  - Regidores: Jimy Edgard Palacios Barzola (PAP), Celia Soledad Calderón Pérez (PAP), Ulises Tony Basilio Huamán (PAP), Jorge Rolando Castro Cayetano (PAP), Hugo Ccente Quispe (Perú Libre).
- 2007 - 2010
  - Alcalde: Roni David Camarena Quinto.

### Policiales
- Comisaría de Jauja
  - Comisario: Cmdte. PNP. Edson Hernán Cerrón Lazo.[4]

### Religiosas
- Arquidiócesis de Huancayo[5]
  - Arzobispo de Huancayo: Mons. Pedro Barreto Jimeno, SJ.
  - Vicario episcopal: Pbro. Hermann Josef Wendling SS.CC.
- Parroquia[6]
  - Párroco: Pbro. .

## Festividades
- Agosto: San Lorenzo mártir